# Hiderábádi csata
A hiderábádi csata, más néven a dubbai csata (vagy dubboi csata a kortárs hivatkozások szerint) 1843. március 24-én volt a brit Kelet-indiai Társaság és a Talpur emírek közt Szind területén Hiderábád közelében, Pakisztán. Egy kis létszámú brit erőt, amit James Outram kapitány vezetett, megtámadtak a Talpur beludzsok. A britek védekezésre kényszerültek és helytálltak, majd végül egy rájuk várakozó folyami gőzösön elszöktek. Miután a britek győzedelmeskedtek Meeaneenél (vagy Miani), Charles Napier folytatta előre nyomulását az Indus-folyóhoz és megtámadta Szindh fővárosát Hiderábádot. Hiderábádot 20.000 fős sereg védte Mir Sér Mohamed Talpur és Hos Mohamed vezetése alatt. Charles Napier mindössze 6000 fős haderővel rendelkezett, de tüzérségi támogatása szorongatta a várost. A csata során Hos Mohamedet elesett seregei élén; a beludzsi ellenállás összeomlott és Szindh brit uralom alá került.

## Előzmények
A Brit Kelet-indiai Társaság, abban az időben Lord Ellenborough felügyelete alatt, beavatkozott Szindh tartomány (akkoriban India) ügyeibe. 1809-ben Szindh emírjei barátsági szerződést írtak alá a britekkel,akik létrehoztak egy helyi képviseletet Hiderábádban. Ezzel megjelent a brit befolyás a térségben és Szindh emírjei korlátozták egymás elleni áskálódásaikat és a britek ellen fordultak. 1838-ban a britek képviselője aláírt egy politikai rezidencia szerződést az emírekkel és ez lehetővé tette a britek hiderábádi tartózkodását, ami kikövezte a britek erőteljesebb befolyását a térségben. Ez a szerződés is előírta, hogy a britek beavatkozhattak a szindhi uralkodók egymás közti és a pandzsábiakkal való nézeteltéréseibe. Hamarosan ez után kellett volna következnie annak a szerződésnek, amely lehetővé tette volna állandó brit csapatok állomásoztatását Szindhben, hogy "megvédhessék az emíreket". Az emíreknek azonban fizetniük kellett volna a brit rezidens ott tartózkodásáért, aki minden kapcsolatot közvetített volna a britek és az emírek közt.
A britek különböző politikák folytattak az egyes emírekkel, így mindegyiknek igyekeztek kedvére tenni, de egyben meg is osztották őket. Eleinte James Outram kapitány volt felelős ezekért a tárgyalásokért, és jelentős előrelépést ért el az emírekkel, akik kezdtek megbízni benne. Ennek eredményeként hatalmat szerzett az emírek külpolitikája felett és elérte, hogy brit csapatok állomásozhattak a tartományban. A feszültség akkor kezdett kiéleződni, amikor a britek, akik abban az időben beavatkoztak az Afgán politikába, kezdtek beavatkozni az emírek belügyeibe is és területi igényeik is voltak. A britek Sudzsa Sahot támogatták az afgán trónra. Az emírek ellenezték a jelöltet, ami hozzájárult elégedetlenségükhöz a brit megszállással szemben. Az emírek elutasították Sudzsa Sáh támogatását Afganisztánban, inkább a perzsa sah pártját fogták, ami feldühítette a briteket.
A kapcsolatok élesen még rosszabbra fordultak, amikor olyan állítások hangzottak el, hogy az emírek tárgyalnak a perzsa sahhal, aki nemcsak Sudzsa Sah, de a britek riválisa is volt. Ekkor a britek nyilvánvalóvá tették az emírek számára, hogy bármilyen további együttműködés bárkivel, a briteken kívül, Szindh feletti hatalmuk végét fogja jelenteni. A bizalmatlanság az emírek és a britek közt egyre fokozódott, mivel mindkét fél gyanúsítgatta a másikat. Bár mindkét fél tovább színlelte a jó viszonyt, mégis tisztában voltak az egymás iránti bizalmatlansággal. Bizalmatlanságuk eredményeként a britek szemmel tartották Núr Mohamed kánt, az egyik legjelentősebb emírt hiderábádi rezidenciáján.
1841-ben az 59 éves Charles Napiert nevezték ki indiai szolgálatra. A következő év augusztus 26-án Napier Bombejbe érkezett. Mindjárt megérkezésekor informálták a britek és az emírek közt előállt helyzetről, és hogy az emírek gondot okoznak a briteknek. 1842 szeptember 10-én Napier megérkezett Szindhbe. Napier alatt a brit ellenőrzés kegyesebbnek mutatkozott Szindhben és az emírek területén. Általánosan elterjedt nézet volt, hogy a britek jelenléte javított sok ember életkörülményén a térségben az emírek pedig túlságosan gazdagok voltak a szegény tömegekhez képest. Napier is nagyon átgondoltan bontakoztatta ki és erősítette a brit ellenőrzést. Korábban Outram felelőssége a britek és az emírek közti tárgyalásokra korlátozódott és nagyon elnéző volt az emírekkel, amit nagyra is értékeltek. Napier, ezzel szemben nem csak egy hadjáratban reménykedett, hanem a brit ellenőrzést teljes körűvé kívánta tenni. Napiert maga Ellenborough bízta meg, hogy alaposan vizsgálja meg az emírek kétszínű ügyeit és szerezzen bizonyítékot gyanús viselkedésükre, majd ezt egy jelentésben nyújtsa is be egyenesen Ellenboroughnak. Mivel Napier újonc volt a régióban és a helyi nyelveket sem értette, ami lehetővé tette volna neki megérteni az állítólagos bizonyítékokat az emírek ellen, ez a feladat túlszárnyalta képességeit.
Napier 200 oldalas jelentését Ellenborough november 3-án kapta kézbe. A jelentés meglehetősen pontatlan információkat nyújtott az emírekkel kapcsolatban, mégis Ellenborough másnap elküldte válaszát, valamint egy új szerződéstervezetet az emíreknek. A válasz gyorsasága, valamint az a tény, hogy egy megfogalmazott szerződést is mellékelt, azt jelzi, hogy Ellenborough döntését Napier jelentése előtt meghozta. Ellenborough válasza sürgette Napiert, hogy találjon meggyőző bizonyítékot az emírek üzelmeire, amire neki nagyon kicsi esélye volt. A legterhelőbb bizonyítéka egy levél volt, amit állítólag az emír írt, de ami könnyen hamisítványa lehetett és ezzel Napier tisztában volt. Ezért Napiér újra levelet írt Ellenboroughnak, miszerint nagyon kevés bizonyítéka van és tanácsát kérte. Azonban Ellenborough azt válaszolta, hogy ő egyetértett azzal az ítélettel, amit Napier meghozott, még ha nem is pontosítottá melyik ítéletről volt szó.

## A konfliktus
1843 februárjában Szódbár emír Hiderábád erődjében tartózkodott. Míg Szódbár együttműködő volt, addig Napier óvatosan viselkedett vele, és úgy érezte, Szódbár túl nagy kockázatot jelent a briteknek, de ennek az emír nem volt tudatában. Ennek köszönhető, hogy amikor Napier megkérte Szódbárt, hogy küldje el beludzs csapatait a várból, Szódbár emír eleget tett a kérésnek. Ezután Napier gond nélkül átvette az erőd felett az irányítást és felvonta a brit zászlót és csapatokat állomásoztatott ott. Eleinte Napier vonakodott fogolyként kezelni Szódbárt. Azonban, miután Szódbár néhány embere az emír tudta nélkül ellenállt a briteknek, Napier megváltoztatta véleményét és az emír az erőd foglya lett. Ellenborough parancsot adott, hogy minden kincset, és értéktárgyat az erődben foglaljanak le, kivéve azokat, amelyeket a nők saját ékszerüknek vagy vagyontárgyuknak neveztek meg. Az elkobzásra kineveztek ügynököket, hogy bírálják el a részleteket. Néhány nő kihasználta a lehetőséget, hogy nagy mennyiségű vagyonra tegyen szert, míg mások, félve a brit ügynököktől feladták javaik nagy részét. Nagyjából ebben az időben kapott Napier hírt afelől, hogy az egyik emír, Sér Mohamed, csapatokat gyűjt, hogy ellenálljon a briteknek. Napier abban a hiszemben élt, hogy Sér Mohamed csak enyhe ellenállásra lesz képes anyagiak és fegyverek hiányában, ezért meglepődött, hogy már majdnem 30.000 katona állt készenlétben a britek ellen.
Hallva Sér Mohamed vészjósló seregéről Napier azonnal erősítést kért Firozpurból és Szukkúrból. Körülbelül ugyanebben az időben beludzs katonák támadni kezdték a brit utánpótlási vonalakat az Indus mentén, valamint Karacsiból, más brit területekre. Napier szándéka az volt, hogy minél tovább húzza az összecsapás kezdetét, hogy a lehető legnagyobb erősítést szerezze meg. Sér Mohamednek üzenetet küldött Napiernek, biztonságos elvonulást ígérve, ha feladja a várat és az elkobzott vagyont. Napier ágyúgolyókkal válaszolt jelezve, hogy nem adja meg magát.
Március 20-án, Sir Charles Napier serege élén kivonult, hogy megrohanja Sér Mohamed állásait Tando Ali Dzsem közelében és felfedezte, hogy az emír serege erős és kiválóan védi pozícióit. Másnap Napier megkapta a várva várt erősítést, amely hajóval érkezett az Indus-folyón Szukkúrból.

## A csata

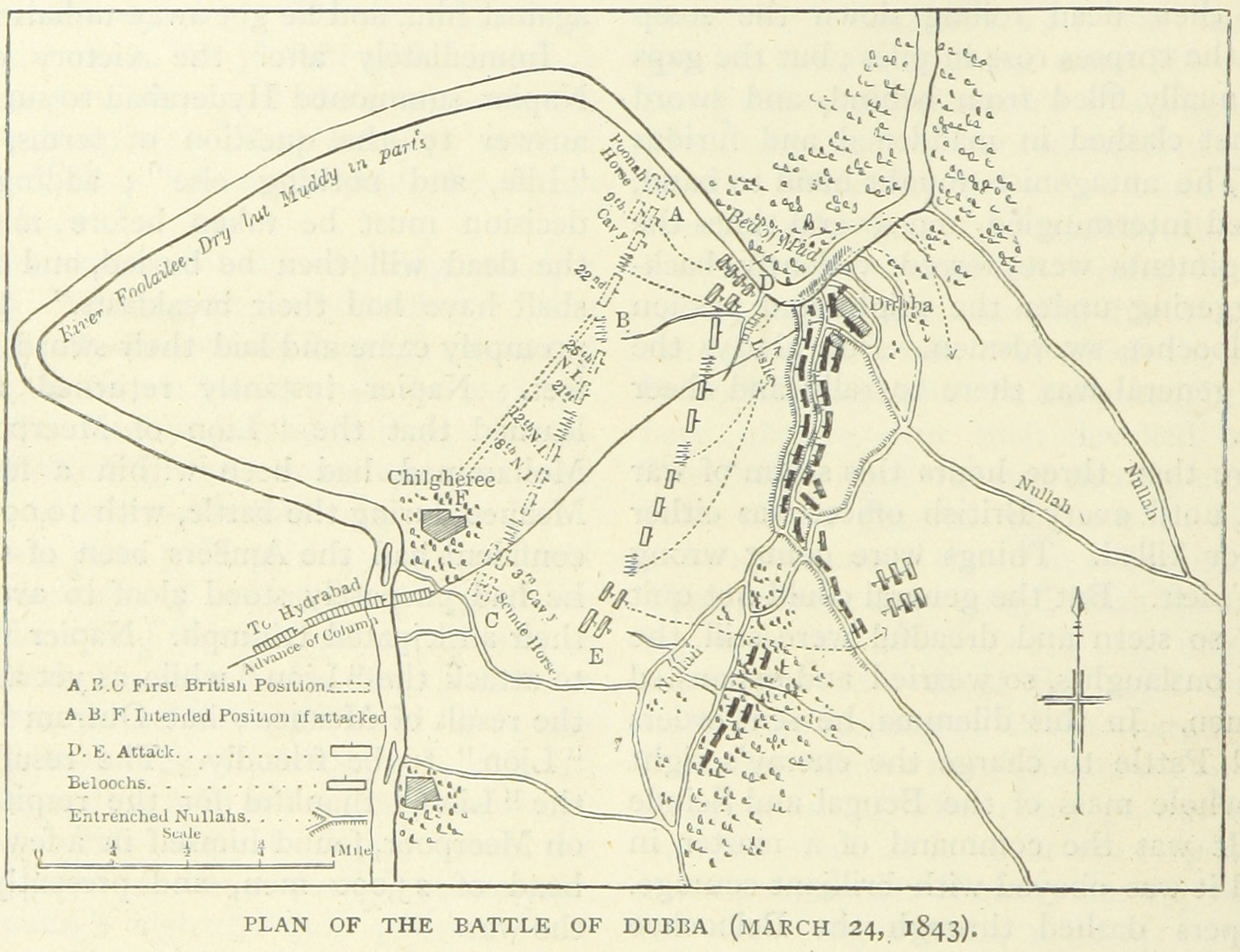
Egy brit térkép a csatáról.

1843. március 24-én a Sir Charles Napier vezette brit csapatok kivonultak Hiderábádból, hogy összecsapjon Sér Mohameddel. Miután meneteltek egy ideig elérték az emír hadseregét. Míg várták a sereg többi részét, a Szindhi lovasezred felsorakozott a beludzs sereggel szemben akik tűz alá vették az ezredet. Napiernek magának is volt mit csinálnia, hogy sorba állítsa seregét, mivel nem voltak tapasztalt parancsnokok ezredén belül. Amint minden ezred felvonult és csataállásba helyezkedett el, a harcok hevessé váltak mindkét oldalon. A beludzs csapatok jól körül voltak árkolva ismerték a terepet és Napier nem tudta, milyen messze vannak a beludzs vonalak és milyen jól vannak támogatva. Hamarosan a britek felsorakoztatták a tüzérséget is, amely tüzet nyitott a beludzs csapatokra lövészárkaikban. Amint a britek a bal szárnyon felvonultak a beludzs erőkkel szemben, erős támadással szembesültek a fák közül, ahova nagy számú beludzs katonát helyeztek el.
Majdnem egy órás tűzpárbaj után Napier észrevett egy áttörési lehetőséget az emír vonalain egy gyenge pontnál. A Szindi lovasezred és a harmadik Bombeji könnyűlovas ezred a brit gyalogos balszárnnyal támadásba lendült és megütközött a beludzsokkal, még mielőtt azok jelentős károkat tudtak volna nekik okozni. Eközben a brit jobbszárny is támadta a beludzs vonalakat, bejutva lövészárkaikba, ahol a beludzs katonák sokasága csak korlátozottan tudta használni kardját a britek ellen. Látva a kétségbeesett beludzs helyzetet Sér Mohamed emír elhagyta a csatateret Hosh Mohamed Kambrani (más néven Hos Mohamed Sidi) hadvezére javaslatára abban a reményben, hogy talán lesz még egy újabb esély a győzelemre a britek felett. Hos Mohamed viszont ott maradt a sereggel és a végsőkig küzdött, míg el nem esett.

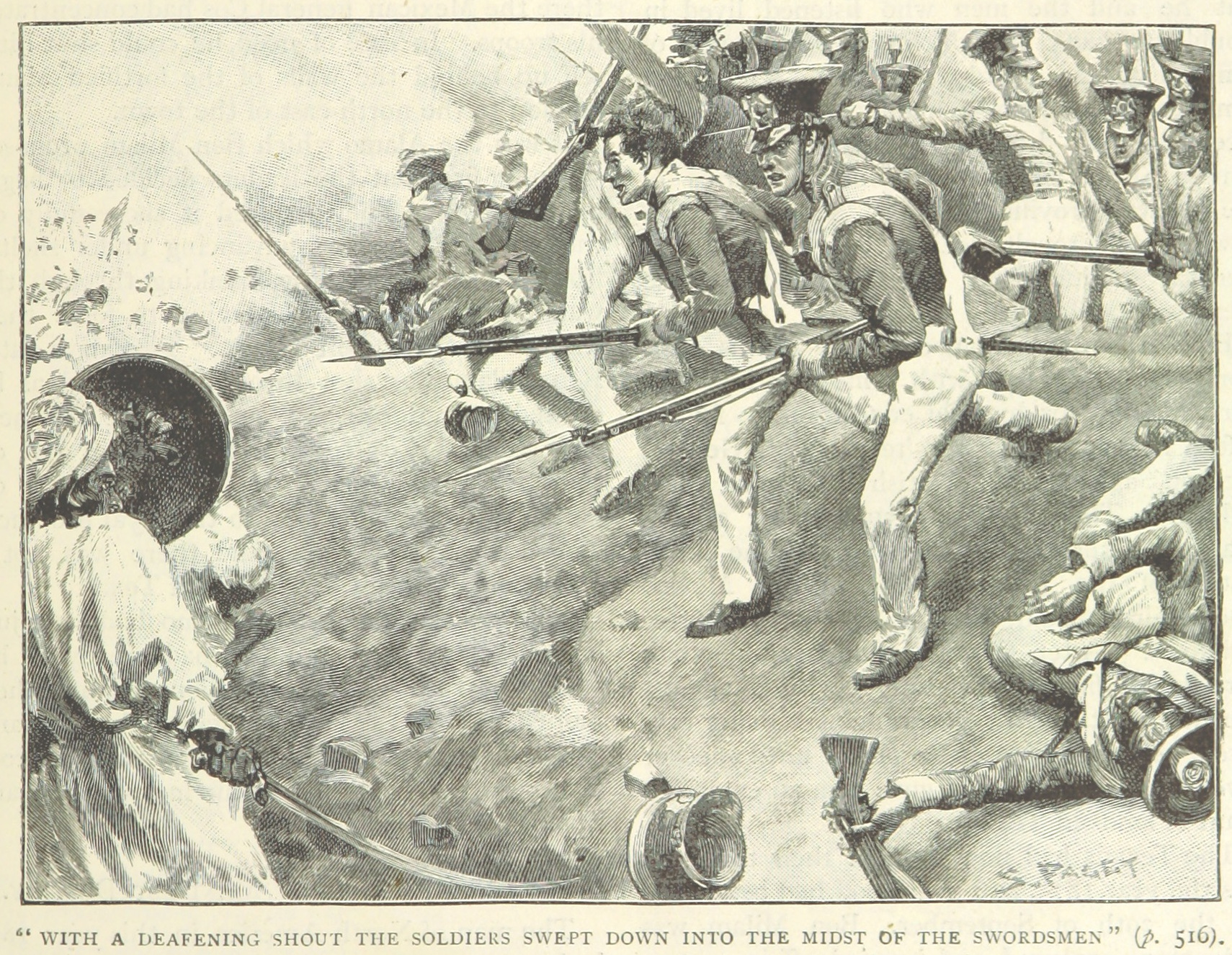
Brit csapatok megrohanják a beludzsi vonalakat (egy angol könyvből)

A brit csapatok, látva a beludzs centrum meghátrálását, rohammal áttörte azt, kettévágva az emír harcvonalát. Körülbelül ebben az időben, Napier majdnem meghalt, amikor egy tölténytár felrobbant a közelében és megölt néhány brit katonát mellette, de megkímélte az életét. Napier egyik parancsnoka, miután áttörte a beludzs balszárnyat, elhagyta a csatateret, valószínűleg azért, hogy elzárja a beludzs visszavonulást. Az emír emberei elvesztették szervezettségüket és menekülésre vették a dolgot, Napier pedig a bengáli lovasság élén utánuk eredt, hogy elzárja a menekülés útját az Induson át. Ez a brit stratégiai lépés meggátolta, hogy a beludzsok átcsoportosítsák seregeiket és veszélyeztethessék a briteket. Miután a beludzsokat szétszórták, Napier visszatért katonáihoz, hogy háromszoros hurrával megünnepeljék győzelmüket. Ez a csata volt Sér Mohamed utolsó nagyobb erőfeszítése a britekkel szembeni ellenállásra, ami június 14-én ért véget, amikor a brit csapatok meglepték az emírt, és három ágyút zsákmányoltak tőle. Sér Mohamed Afganisztánba szökött.

## Következmény
A brit győzelmet követően és Szindh ezt követő bekebelezésével gyorsan megjelentek a gondok. James Outram kapitány, akit szindhi tartózkodása után visszarendeltek Angliába kifogásolni kezdte az emírek esetét. Az új győzelemmel erős kritika párosult Angliában Ellenborough és Napier ellen, aki védőbeszédet írt, amelyben részletezte és magyarázta viselkedésüket az emírekkel szemben. A hatóságok Angliában nem voltak elragadtatva Szindh bekebelezésével és fontolgatták az emírek országának visszaállítását. Azonban az emírek országának visszaállítása bonyolult folyamat lett volna és újabb kritikát vont volna maga után Ellenborough és Napier visszahívása, inkább megtartották Szindhet. Az angol kormány levélben közölte Napiervel és Ellenbouroughval, hogy elítéli a bekebelezést és cselekedeteiket. Szindh tartomány elfoglalása végül is nem volt annyira előnyös, mint azt Napier remélte, és évekig csak nagyon kevés hasznot hozott a briteknek.

## Fordítás
Ez a szócikk részben vagy egészben  a   Battle of Hyderabad című angol Wikipédia-szócikk fordításán alapul.  Az eredeti cikk szerkesztőit annak laptörténete sorolja fel. Ez a jelzés csupán a megfogalmazás eredetét és a szerzői jogokat jelzi, nem szolgál a cikkben szereplő információk forrásmegjelöléseként.